# Scanzano Jonico
Scanzano Jonico es un municipio situado en el territorio de la provincia de Matera, en Basilicata (Italia).

## Demografía
| Gráfica de evolución demográfica de Scanzano Jonico entre 1861 y 2008 |
|                                                                       |
| fuente ISTAT - elaboración gráfica a cargo de Wikipedia               |